# Laster der Menschheit
Pour plus de détails, voir Fiche technique et Distribution.
Laster der Menschheit est un film allemand réalisé par Rudolf Meinert, sorti en 1927.

## Synopsis
Tamara, chanteuse d’opéra, a une importante addiction à la cocaïne, laquelle lui est fournie par son propre manager Mangol. Il utilise également sa maison comme point de deal. Du fait de sa dépendance, Tamara a perdu son mari et sa fille. Pour leur épargner de grandes souffrances, Mangol leur faire croire qu'elle est morte. Ainsi, la jeune fille assiste aux représentations de sa mère en ignorant sa véritable identité.
Mangol ne voit en elle qu'une autre future consommatrice de sa drogue mais Tamara remet son enfant à son ex-mari alors que son manager fini étranglé par un de ses clients sous l'empire d'un psychotrope.

## Fiche technique
- Titre : Laster der Menschheit
- Réalisation : Rudolf Meinert
- Scénario : Leo Birinski
- Photographie : Ludwig Lippert
- Pays de production : République de Weimar
- Format : Noir et blanc - 1,33:1 - Film muet
- Genre : drame
- Date de sortie : 1927

## Distribution
- Asta Nielsen : Tamara
- Werner Krauss : Willibald Cooks
- Alfred Abel : Mangol
- Elizza La Porta (en) : Lady Marleine
- Charles Willy Kayser : Baron Beythen
- Trude Hesterberg : Mme von Führing
- Maria Forescu : Li